# Célestin Nicolet
Pour les articles homonymes, voir Nicolet.
Célestin Nicolet est un homme de science suisse, né le 27 juillet 1803 à La Chaux-de-Fonds et mort le 13 juin 1871 dans la même ville. Pharmacien, mais aussi botaniste, paléontologue et géologue amateur, il se consacre à l'étude des richesses naturelles de son pays. Il s'implique dans la vie politique du canton, siégeant au Grand Conseil neuchâtelois de 1848 à 1852.

## Biographie
Adolphe-Célestin Nicolet naît le 27 juillet 1803 à La Chaux-de-Fonds. Son père Célestin est graveur et guillocheur. Sa mère se nomme Jeannette Hoenig. 
Il étudie la pharmacie, successivement au Locle en 1819, à Besançon jusqu'en 1823, à Lausanne (1823-1824) puis à Paris en tant qu'interne dans différents hôpitaux jusqu'en 1832. Il rentre alors dans sa ville natale où il épouse en 1835 Marianne-Elzire Othenin-Girard. Il y ouvre une pharmacie, qu'il tient jusqu'en 1863.
Parallèlement à son activité professionnelle, Célestin Nicolet se passionne pour les sciences naturelles : il procède à des observations météorologiques, il dresse en 1839 la première carte géologique de la vallée de La Chaux-de-Fonds, participe en 1840 en tant que botaniste à l'exploration du glacier de l'Aar aux côtés de Louis Agassiz, Pierre Jean Édouard Desor et Charles Vogt, fonde en 1843 la section « Montagnes » de la Société neuchâteloise des sciences naturelles, préside la session de 1855 de la Société helvétique des sciences naturelles. Il rédige des articles de botanique, de paléontologie et de géologie, consacrés par exemple aux champignons, au calcaire lithographique, au poisson fossile Lepidotus crassus, aux tourbes du Grimsel, etc.. Il utilise ses compétences professionnelles pour tenter de réduire l'exposition au mercure des doreurs de montre de sa ville natale. 
Il se penche sur l'histoire des abbayes de Bellelay et de Fontaine-André et est le premier président de la Société d'histoire de la ville. Il est à l'origine de la création de la bibliothèque (1838) et du premier musée de La Chaux-de-Fonds (vers 1840), qui préfigure le Musée d'histoire naturelle et le Musée d'histoire, 
Célestin Nicolet s'implique aussi dans la vie politique du canton : il organise l’approvisionnement en eau potable de La Chaux-de-Fonds, s'efforce d'améliorer l'instruction publique au sein de la Commission d’éducation et de la Commission d’État pour les écoles industrielles. Républicain, tenu pour un des chefs de l’opposition libérale, il est élu en 1848 au Corps législatif de la Principauté de Neuchâtel, puis siège au Grand Conseil de 1848 à 1852. 
Il meurt le 13 juin 1871 dans sa ville natale.